# Gastronomía de Polonia

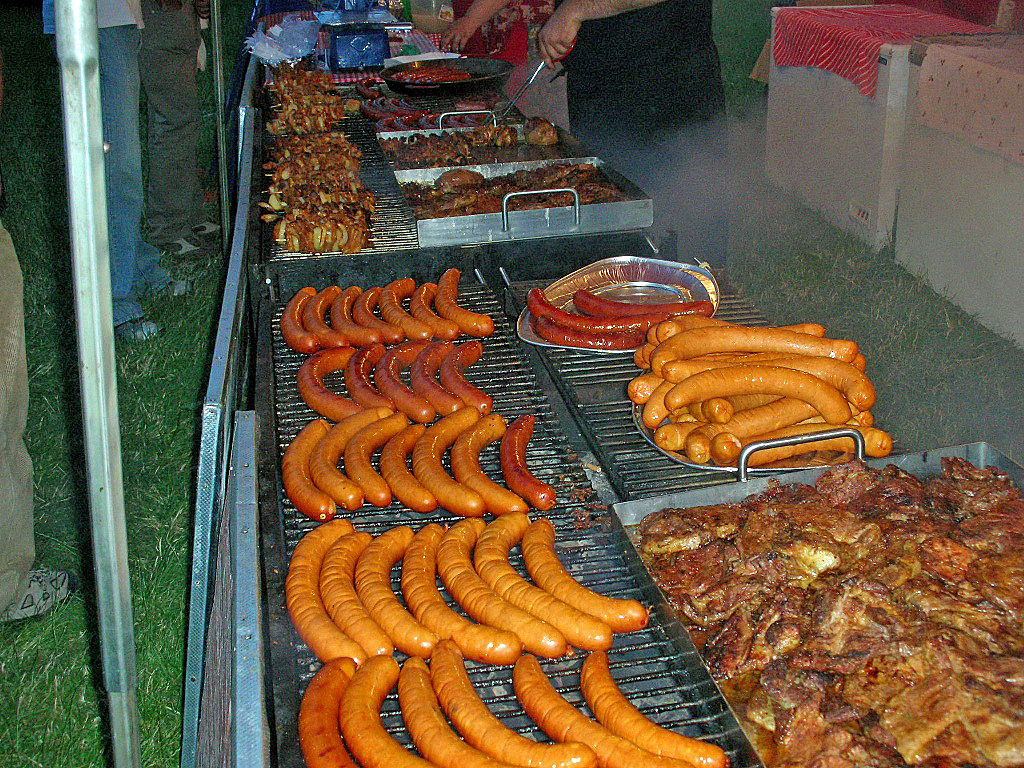
Gastronomía polaca

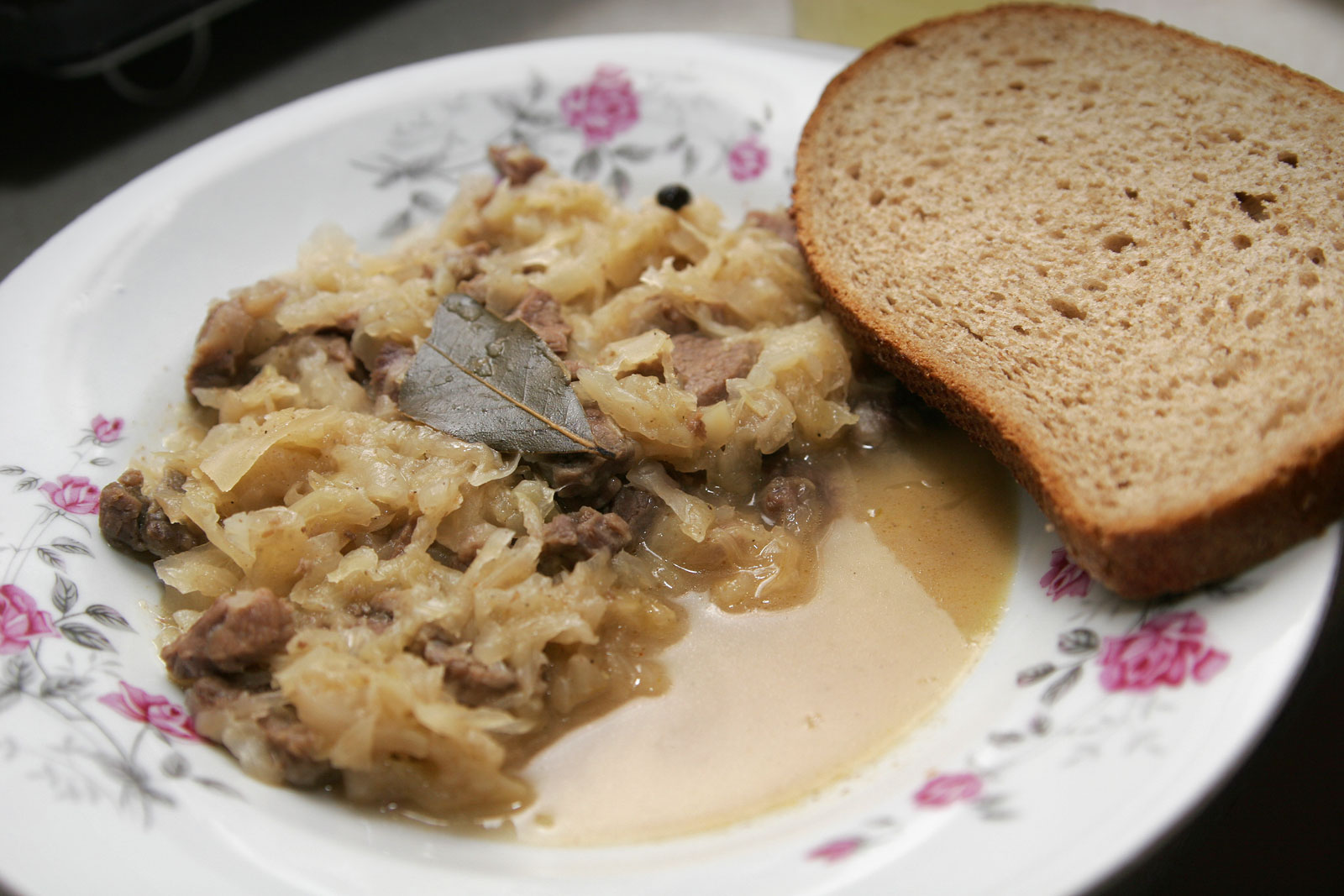
Bigos.

La cocina polaca es una mezcla de gastronomías de origen eslavo, alemán, así como tradiciones culinarias propias de la zona. Está muy relacionada con las gastronomías eslavas en el uso de la avena y otros cereales, pero ha sido influenciada por las gastronomías turca, alemana, húngara, judía, armenia, francesa o las cocinas coloniales del pasado.

## Ingredientes
La gastronomía polaca emplea una gran variedad de ingredientes, y sus platos son ricos en carne y especias, así como en pasta. Algunos de los platos más notables son los pierogi. El tipo de queso local Bryndza Podhalańska se encuentra protegido oficialmente por el sistema de denominación de origen.

## Alimentación cotidiana

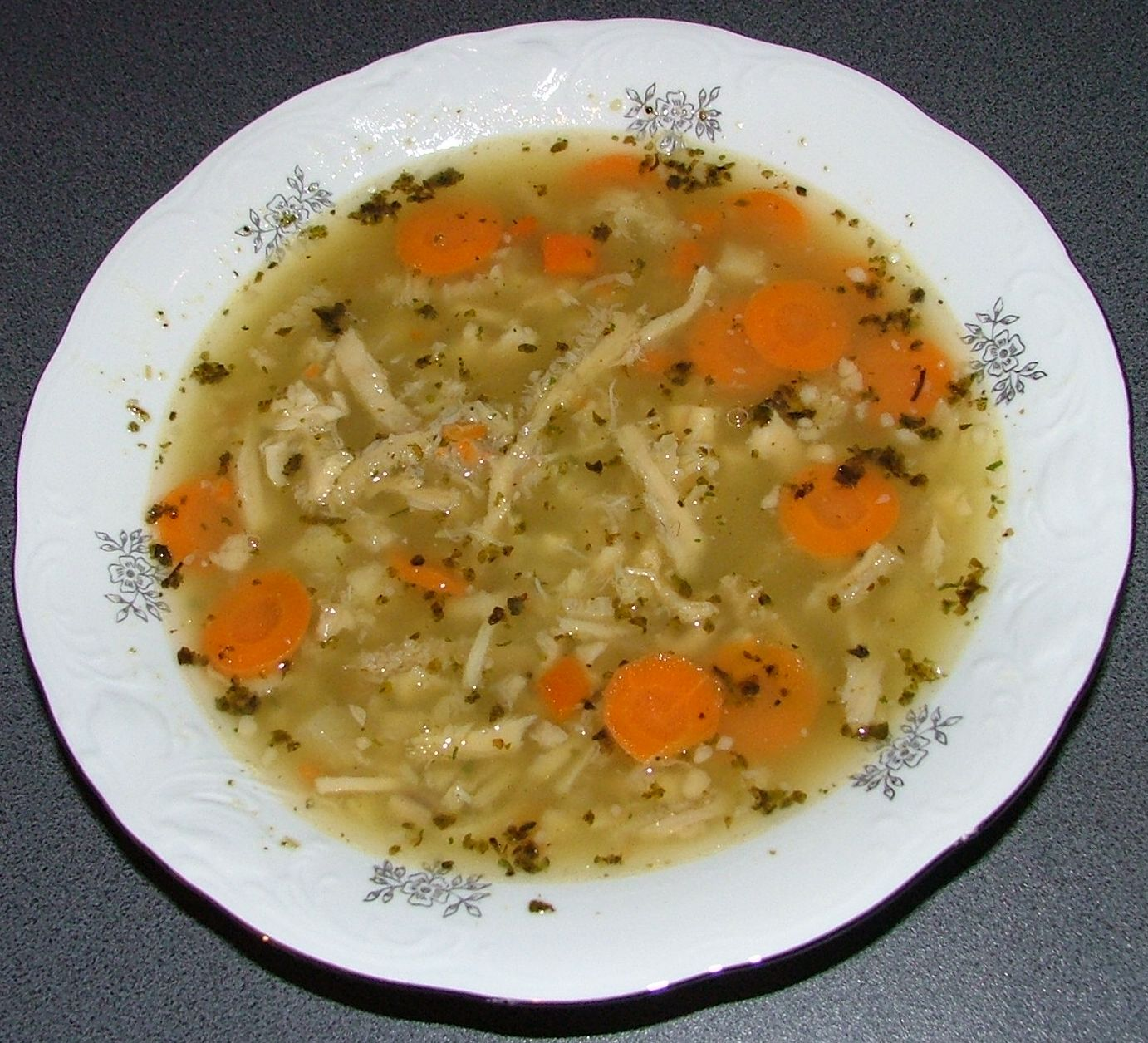
Flaki (tripas)

Una comida típica se compone de tres platos, se suele empezar con una sopa, como el barszcz (sopa de remolacha), el żurek (sopa de harina de sabor ácido) o la sopa de tomate, seguido quizás de un aperitivo de salmón o arenque (preparado en crema, aceite o vinagre). Otros aperitivos populares son elaborados con diferentes carnes, vegetales o pescado en aspic (gelatina). Para el plato principal se puede probar el plato nacional que se denomina bigos (chucrut o col fermentada ácida con trozos de carne y salchichas) o schabowy (chuleta de cerdo rebozada). Finalizando con un helado, o un makowiec, que es una especie de pastel casero de semillas de amapola, o el napoleonka un tipo de pastel. Otras especialidades polacas incluyen el chłodnik (una especie de sopa fría para los días calurosos), golonka (codillo de cerdo), gulasz (trozos de carne hervidos con verduras), kołduny (especie de empanadilla hervida rellena de carne que acompaña sopas), pulpety (albódigas de carne), los zrazy (rodajas de ternera), el salceson (una especie de salchicón ahumado) y flaki (tripas) y muchas más especies o tipos de platos.
Muchos de los platos contienen o están elaborados con queso quark o twaróg (especie de requesón ácido).

## Historia

### Edad Media
Durante la Edad Media la cocina de Polonia fue muy fuertemente condimentada con especias. En aquella época dos de los principales ingredientes eran la carne (ternera) y el cereal. El territorio de la actual Polonia estaba densamente poblado de árboles, y es por esta razón por la que se empleaba con mucha frecuencia en la cocina de aquella época setas, frutas del bosque, nueces y miel. Gracias a la cercanía con los países del Este el precio de algunas especias tales como el junípero, pimienta negra y la nuez moscada tenían precios más bajos que en el resto de Europa, y esta fue la razón que se hiciera popular el uso de especias en algunos platos de la cocina polaca. Otro propósito fue la necesidad de neutralizar los malos olores de los alimentos no tan perfectamente conservados. El uso de dos salsas básicas: el jucha czerwona y el jucha szara (o tal y como se menciona en la Polonia actual la sangre blanca y roja) ha permanecido empleada hasta casi el siglo XVIII
La bebida más popular es la cerveza, incluida la muy poco fermentada podpiwek, y la aguamiel. En el siglo XVI las clases altas empezaron a importar vinos procedentes de Hungría y Silesia. Algunos aguardientes destilados como el vodka, que empezaban a ser populares en Europa ya eran bebidas comunes en las clases bajas.

### Renacimiento
Con la ascensión al trono de la reina Bona Sforza, la segunda mujer de Sigismundo I de Polonia en 1518, innumerables platos de la cocina italiana y la francesa fueron traídos a Polonia. De esta simple manera algunas de las verduras clásicamente empleadas en estas gastronomías empezaron a verse cada vez más en la cocina polaca, como por ejemplo la lechuga, el puerro, apio y la col. Incluso hoy en día, la denominación de estos vegetales como los puerros, las zanahorias y los apios se conocen en  polaco como wloszczyzna, haciendo referencia a Wlochy que es el nombre polaco de Italia.

### La República
Antes de las particiones, Polonia era uno de los países más grandes del mundo, influyendo sobre algunas de las cocinas y costumbres culinarias de los países vecinos. Entre las más importantes están cocina lituana, turca y la cocina húngara. Con la subsiguiente decadencia de Polonia, y la crisis de producción de granos, las patatas empezaron a ser más populares que los cereales. Tras las numerosas guerras con el Imperio otomano, el café se hizo  popular.

### Particiones
Tras las particiones la cocina polaca fue influida por las gastronomías de los imperios circundantes. En especial las cocinas rusas y alemanas, y además de las naciones del imperio Austro-Húngaro. En el territorio ocupado por los rusos, el té desplazó al para entonces popular café. Bajo la influencia alemana se hizo popular la elaboración de  weißwurst que fue adoptada en la Gran Polonia. Quizás la tradición culinaria más influenciada de este imperio multinacional de Austria y Hungría, llegando a liderar el desarrollo de la cocina de Europa central, ocurrió en Galicia.

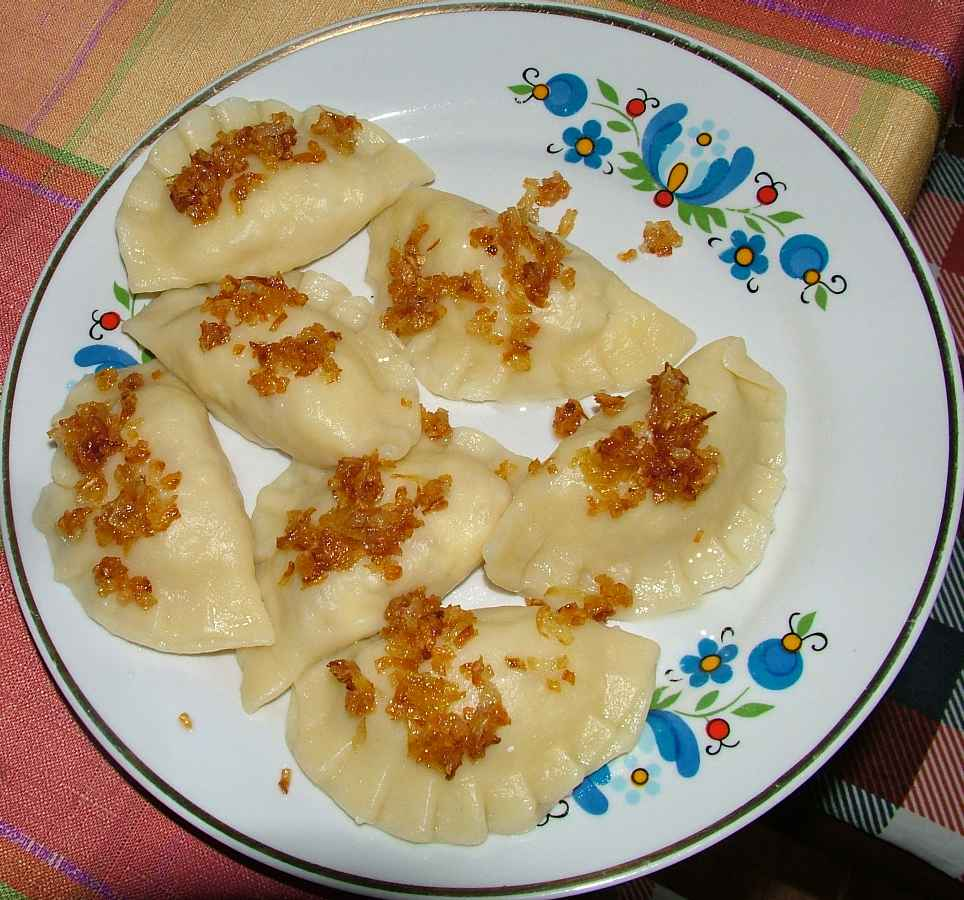
Pierogi.

### Tras la Segunda Guerra Mundial
Tras la Segunda Guerra Mundial, Polonia cayó bajo la ocupación comunista. Los restaurantes fueron los primeros entes  nacionalizados y muchos de ellos se vieron afectados por cierres realizados por las autoridades. En lugar de estos restaurantes los comunistas abrieron una red de diferentes casas de comidas para los trabajadores, así como Bares de leche. Los pocos restaurantes que sobrevivieron a los años 1940 y 1950 fueron estatales y sus precios eran demasiado altos para la gente de la calle. Las casas de comidas promovían las sopas de todos los tipos. Por aquella época era muy importante la carne con patatas servidas como segundo plato, se denominaba kotlet schabowy y es muy similar al plato de la cocina austriaca denominado Wiener schnitzel.
Por este tiempo los ingredientes básicos y diarios tales como la carne, los huevos, el café y el té dejaron de ser comercializados y pasaron a ser objetos de lujo. Esta situación favoreció que la cocina tradicional polaca fuera desapareciendo. Entre los platos populares introducidos en aquella época en los restaurantes están los huevos con chuletas y que era una especie de hamburguesa hecha de carne picada, huevo y harina.

### Tiempos modernos
Con el final del comunismo en 1989 los restaurantes comenzaron a abrir de nuevo y aparecieron los platos de fast food fáciles y baratos. De alguna forma se restableció también los platos de cocina tradicional.

## Platos Nacionales Famosos

### Sopas

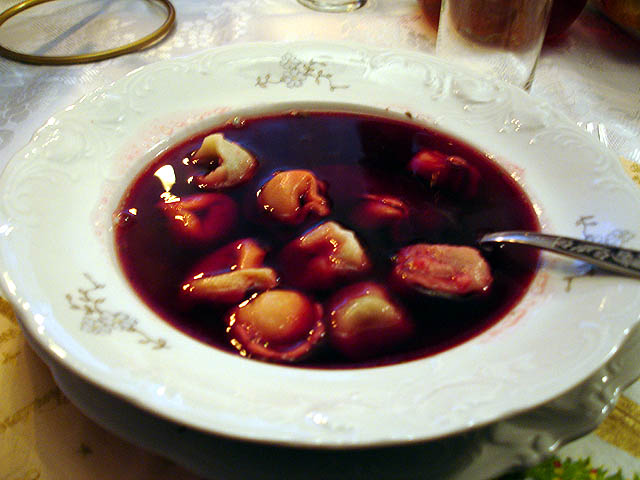
Barszcz.

- barszcz - Sopa de remolacha, común entre diferentes pueblos eslavos
- chłodnik - Una versión fría del barszcz, preparada con leche ácida, remolacha, hojas de remolacha, rábanos, pepino y eneldo fresco
- czernina - sopa de sangre de pato
- flaki - tripas de ternera o cerdo con maryorana
- rosół z kury - sopa de pollo
- zupa grzybowa - sopa de setas elaborada con diferentes tipos
- zupa ogórkowa - sopa ácida, salteada con pepinos, a menudo cerdo (denominada a veces como "sopa de eneldo")
- zupa szczawiowa (Sopa de Acedera)
- żur - sópa ácida de centeno con Weisswurst y huevo duro
- żurek - sopa densa fundamentada en rosół z kury a la que se le añade nata y generalmente patatas, carne, huevos, zanahorias (todo ello de cantidad variable e improvisada).
- zupa owocowa (Sopa de Frutas)

### Platos Principales

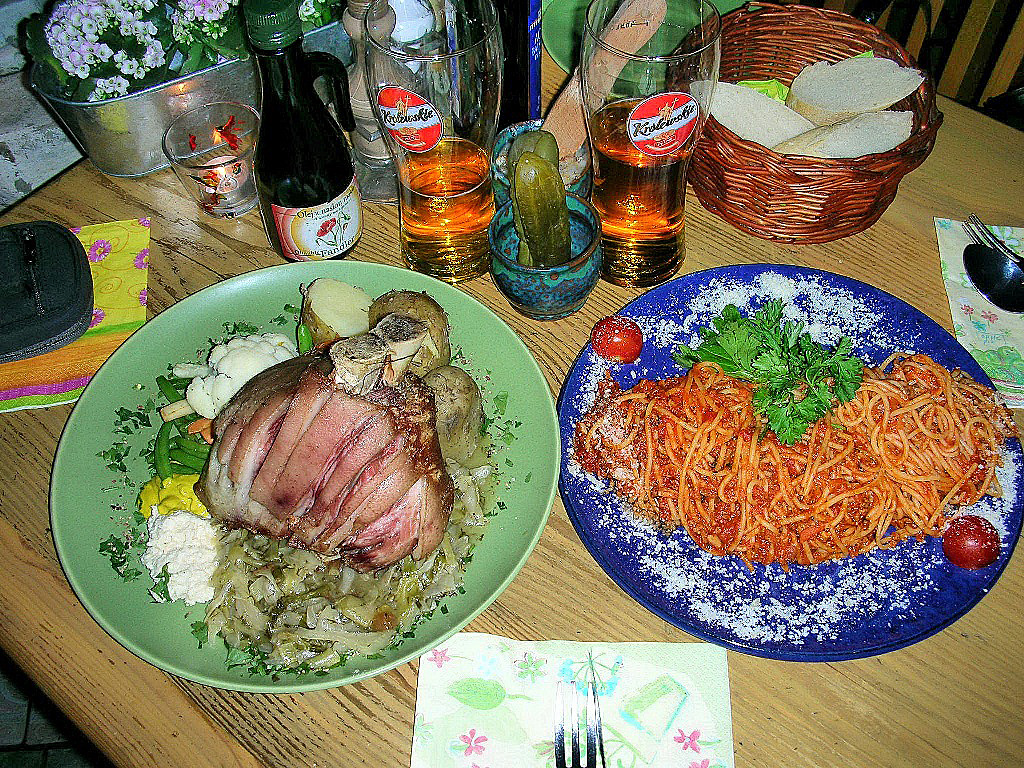
"GOLONKA" o muslo de cerdo

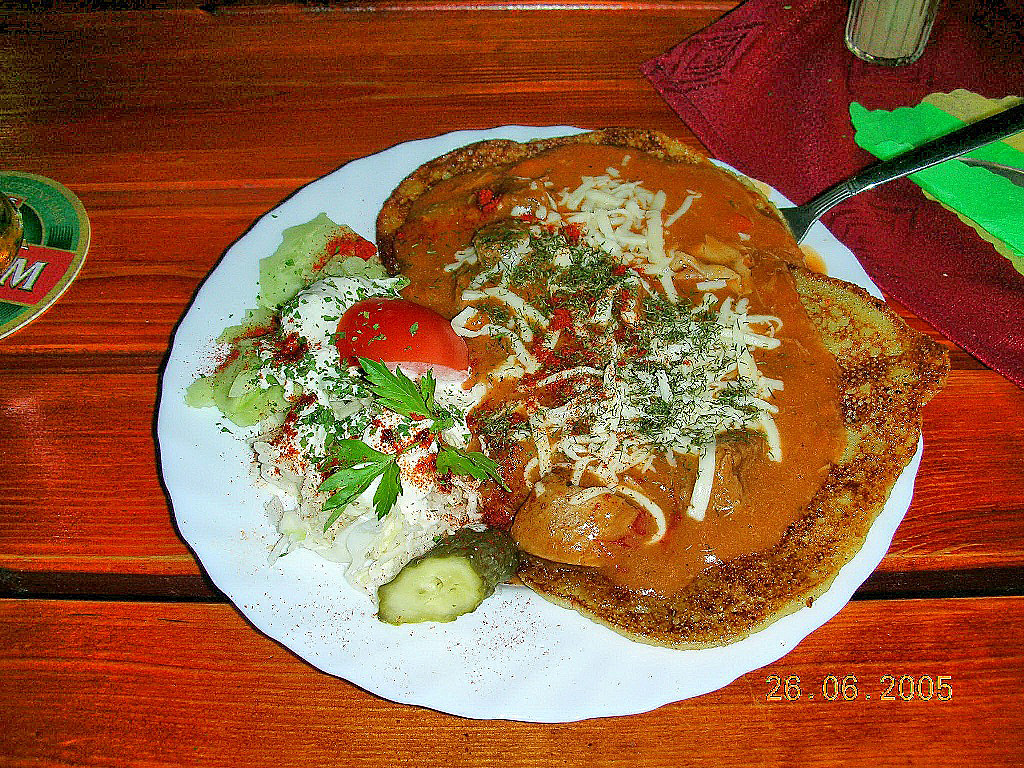
"PLACKI ZIEMNIACZANE" o Tortitas de patatas

- pierogi - empanadas generalmente rellenas con sauerkraut y/o setas, carne, patatas y/o queso curado, requesón con un ligero toque de vainilla, o arándanos—opcionalmente se sirven con salsa ácida, y algo de azúcar en las versiones más dulces
- bigos - una estofado a base de col fermentada , setas secas, ciruelas pasas y carne -principalmente kielbasa-, se puede elaborar también con col no fermentada
- kotlet schabowy - una chuleta de cerdo, similar al Austriaco Wiener Schnitzel pero más delgado
- kasza gryczana ze skwarkami - cereales: alforfón frito, y cebollas
- kaczka z jabłkami - pato asado con manzanas
- sztuka mięsa - un plato similar al francés ragout
- Golonka - Codillo de cerdo, asado al horno, al estilo de Baviera. Presentado sobre una cama de col fermentada y con un contorno de verduras mixtas.
- gulasz - gulash
- gołąbki - Golumpki, hojas de col blanca cocinadas con carne, salsa de tomate y arroz
- Placki kartoflane/ziemniaczane - potato pancake Tortitas de patatas, bañadas con salsa de tomate y queso rallado. Con un contorno de pepinillo fermentado y verduras con crema ácida.
- pyzy - pastas de patata servidas con carne o queso
- naleśniki - similar a los crepes, y rellenado muy similar a los "pierogi", a veces algo curados, pero se pueden tomar con requesón y/o fruta, y opcionalmente coronado con crema y azúcar.

## Condimento
- Ćwikła - preparado o relish a base de remolacha y rábano picante rallados se utiliza para acompañar carnes asadas o ahumadas